# Mikroformat
Dizajniran prvenstveno za ljude a potom i za mašine, mikroformati su skup jednostavnih, otvorenih formata podataka izgrađenih na postojećim i široko prihvaćenim standardima. Umesto odbacivanja onog što radi danas, Mikroformati nastoje da reše prvo jednostavnije probleme, prilagođavajući se trenutnim ponašanjima i načinima korišćenja (npr. HTML, XHTML, blogovanje).

## Osobine
Mikroformat je web pristup baziran na semantičkom označavanju koji nastoji da ponovo koristi postojeće HTML / XHTML tagove sa jasnijim metapodacima ali i druge atribute web stranica sa drugim kontekstima koje podržavaju (X) HTML, kao što je RSS. Ovaj pristup omogućava softveru da obrađuje informacije namenjene za krajnje korisnike (kao što su kontakt informacije, geografske koordinate, događaje iz kalendara i slične informacije) automatski.
Iako sadržaj web stranica je tehnički već u stanju "automatskog obrađivanja", i bio je od početka Interneta, takva obrada je teška, jer tradicionalne oznake se koriste za prikaz informacija na Internetu ali i ne opisuju šta znači informacija. Mikroformat je premostimo ovaj jaz dodavanjem semantike i time otkloniio druge komplikovanije metode automatske obrade, kao što su obrada prirodnog jezika ili ekrana. Upotreba, usvajanje i obrada mikroformata omogućava stavke podataka da budu indeksirane, da se pregledaju, sačuvaju ili uporede, tako da se informacije mogu ponovo koristiti ili kombinovati. 
Od 2010, mikroformat dozvoljava kodiranje i izdvajanje događaja, kontakt informacija, društvenih odnosa i tako dalje. Mikroformat poput hCard se objavljuju na Internetu više od alternative kao što su šeme (Mikrodata) i RDFa.

## Atributi
XHTML i HTML standardi dozvoljavaju utiskivanje i kodiranje semantike u okviru atributa i označavanje oznakama. Mikroformat koristi ove standarde tako što ukazuje na prisustvo metapodataka koristeći atribute klasu, odnos i obrnuti odnos.
Primer
U ovom primeru imamo kontakt informacije za prikaz:
```
<ul>

   
<li>
Filip
 
Stojkovic
</li>

   
<li>
Sizget
 
Company
</li>

   
<li>
+385
 
72/134-854
</li>

   
<li><a
 
href=
"http://example.com/"
>
http://example.com/
</a></li>

 
</ul>

```

### Nevidljivi sadržaj
U principu, Google neće prikazati sadržaj koji nije vidljiv korisniku. Drugim rečima, ne pokazuje sadržaj korisnicima, tekst na jedan način, a koristi skriveni tekst da obeleži informaciju odvojeno za pretraživače i web aplikacije. Trebalo bi označiti tekst koji se pojavljuje korisnicima kada posete svoje web stranice.
Međutim, u nekim situacijama to može biti korisno obezbediti pretraživačima više informacija, čak i ako ne želite da se informacije vide od strane posetilaca na vašoj stranici. Na primer, pružajući geografsku širinu i dužinu jednom mestu može da pomogne Google-u da obezbedi da se pravilno mapira, pružanje datuma događaja u ISO formatu, datum može da se osigura i da se pravilno pojavljuje u rezultatima pretrage. U tom slučaju možete koristiti mikroformat koji ima vrednost klase.
Primer
```
<span
 
class=
"dtstart"
>

   
<span
 
class=
"value-title"
 
title=
"2009-10-15T19:00-08:00"
 
/>

15
 
October,
 
7PM

</span>

```

## Specifični Mikroformati
Nekoliko mikroformata razvijeni su da omoguće semantičko označavanje pojedinih vrsta informacija. Međutim samo hcard i hcalendar su verifikovani, drugi su ostali kao nacrti:
- h-card - za kontakt informacije, takođe obuhvata:
  - adr - poštanski broj
  - geo - geografske koordinate
- h-calendar - za događaje
- h-preview - za pregled

### h-card
h-Card - naziv potiče od IETF-standardizovanog vCard formata.Softver koji je zasnovan na vCard standardu: kontakti u Microsoft Outlook su vCard formata, kao i kontakti u Apple adresar aplikaciji; takođe je verovatno da se i kontakti u vašem mobilnom telefonu, zapravo čuvaju u vCard formatu, što je ono što ga čini lakim da svoje kontakte preko Bluetooth-a prebacite na druge telefone različitih proizvođača - oni takođe koriste vCard format. Ako prevučete kontakt iz vašeg Outlook adresara na radnoj površini, vi ćete videti da je ekstenzija fajla .vcf. hCard jednostavno predstavlja HTML (naglasak na H) adaptacijju na postojeci vCard format.

### h-calendar
hCalendar - Mikroformat je najbliži u pogledu korišćenja i verovatno korisnosti kao i hCard. Baš kao što ste možda želeli da zadržite detalje svojih kontakata sinhronizovane između vaših različitih uređaja (telefon, PDA, vaš desktop ili laptop računar) i onlajn servisima (web-baziranog e-mail-a, kontakt i kalendar usluga, i tako dalje), verovatno, na isti način želite da sinhronizujete događaje sa vaseg kalendara. Kao i kod hCard, tu je i postojeći standard za događaje kalendara, IETF iCalendar standard. Ovaj standard podupire kalendar aplikacije, kao što su Google Kalendar, Lotus Notes, Apple iCal, i slične. Ako bi ste hteli da sačuvate neki od ovih događaja iz vaše kalendar aplikacije i vidite ga u tekst editoru, trebalo bi da vidite podatke označene sasvim jasno.

### h-preview
hReview - Mikroformat je u suštini lakši način pretrage review-a tj karakteristika raznih proizvoda poput telefona, tablet-a, računara i drugih elektronskih uređaja, zatim filmova, serija i slično. hReview mikroformati nam omogoćuvaju da detaljne karakteristike uređaja imamo odmah dostupne preko web pretraživača tj te karakteristike nemoramo tražiti preko određenih sajtova koji su vezani za određenu kategoriju.

## Pozadina
Mikroformat je nastao kao deo primarnog kretanja da bi napravio prepoznatljive stavke podataka (kao što su događaji, kontakt detaljima ili geografskih lokacija) koje su sposobne za automatizovanu obradu softvera, i direktno je čitljiv od strane krajnjih korisnika. Link - baziran na Mikroformatu se pojavio prvi. Ovo uključuje linkove za glasanje koje izražavaju mišljenje o povezanoj stranici.
CommerceNet, neprofitna organizacija koja promoviše elektronsku trgovinu na Internetu, pomogao je, sponzorisao i promovisao tehnologiju, i podržava mikroformat zajednicu na različite načine.
Ni CommerceNet ni Microformats.org ne posluju standardno. Mikroformat zajednica funkcioniše kroz otvorene viki strane, mailing liste, podstiču kanale za pričanje. Većina postojećih mikroformata potiču od Microformats.org vikipedije i pripadajuće mailing liste procesom prikupljanja primera web-izdavaštva koje zatim kodifikuje.

## Korišćenje Mikroformata
Korišćenje mikroformata unutar HTML koda obezbeđuje dodatno oblikovanje i semantičke podatke koje aplikacije mogu koristiti. Na primer, aplikacije kao što su web botovi mogu da prikupe podatke o on-line resursima, ili desktop aplikacija kao što su e-mail klijenti ili upotreba softvera koji može da sastavi detalje. Upotreba mikroformata takođe može olakšati "mash-up" kao što su izvoz svih geografskih lokacija na web stranici (na primer) Google Maps.
Razni komentari su ponudili pregled i razgovor o principima dizajna i praktične aspekte mikroformata. S vremena na vreme, postoji kritika od jednog ili više korisnika. Takođe ćemo videti gomilu mikroformata koji se razvijaju, a to je kako će se graditi semantički web.

## Literatura
- Meyer, Eric A. (2006): Microformats Made Simple. ISBN 978-0-321-66077-0.. (paperback) (Author's site)
- Ian Lloyd (2008): The Ultimate HTML Reference. ISBN 978-0-9802858-8-8.. (hardcover)
- John Allsopp. (2007): Microformats: Empowering Your Markup for Web 2.0. ISBN 978-1-59059-814-6.. (paperback) (Author's site)-

## Spoljašnje veze
- Zvanični sajt Mikroformata
- Site Point
- Google Support